# Morti nel 1899
| Questa pagina contiene informazioni ricavate automaticamente dalle voci biografiche con l'ausilio del template Bio e di un bot. L'aggiornamento è periodico e automatico e ricostruisce completamente la pagina. Se manca una persona in questa lista, sei pregato di non aggiungerla, ma accertati piuttosto che la sua voce biografica contenga il template Bio e che i dati anagrafici siano correttamente compilati. Se il template Bio manca, inseriscilo tu stesso o, in alternativa, metti l'avviso {{tmp\|Bio}} che ne segnala la mancanza. Se i dati riportati sono sbagliati, correggi direttamente la voce biografica; le modifiche saranno visibili in questa lista entro pochi giorni. Per chiarimenti vedi il progetto biografie. La lista contiene solo le 404 persone che sono citate nell'enciclopedia e per le quali è stato implementato correttamente il template Bio. Pagina aggiornata al 10 ago 2025. |

## Gennaio(38)
- 1º gennaio - George Escol Sellers, imprenditore, ingegnere meccanico e inventore statunitense (n. 1808)
- 2 gennaio - Algernon Percy, VI duca di Northumberland, politico britannico (n. 1810)
- 2 gennaio - Francisco de Cubas, architetto e politico spagnolo (n. 1826)
- 3 gennaio - Paul-Matthieu de La Foata, vescovo cattolico e scrittore francese (n. 1817)
- 5 gennaio - Anatole Chabouillet, numismatico francese (n. 1814)
- 7 gennaio - Antonino Sangiorgi, magistrato, avvocato e politico italiano (n. 1831)
- 8 gennaio - Francesco Costantini, politico e giurista italiano (n. 1827)
- 9 gennaio - Emilio Barbieri, baritono italiano (n. 1848)
- 9 gennaio - Ernst Julius Gurlt, chirurgo tedesco (n. 1825)
- 11 gennaio - Giampaolo Vlacovich, medico e anatomista italiano (n. 1825)
- 14 gennaio - Nubar Pascià, politico egiziano (n. 1825)
- 15 gennaio - Serafino Dubois, scacchista italiano (n. 1817)
- 16 gennaio - Carlo Luzi, politico italiano (n. 1818)
- 16 gennaio - Carlo Rodolfo del Liechtenstein, principe, generale e politico austriaco (n. 1827)
- 17 gennaio - Camillo Everardi, baritono e insegnante belga (n. 1824)
- 17 gennaio - Panos Koronaios, generale e politico greco (n. 1809)
- 18 gennaio - Carl Friedrich Claus, zoologo tedesco (n. 1835)
- 19 gennaio - Gaetano Caporale, storico italiano (n. 1815)
- 19 gennaio - Jean-Baptiste Alexandre Montaudon, militare e politico francese (n. 1818)
- 21 gennaio - Jacob Emanuel Gaisser, pittore tedesco (n. 1825)
- 21 gennaio - Américo Ferreira dos Santos Silva, cardinale e vescovo cattolico portoghese (n. 1829)
- 23 gennaio - Romualdo Pacheco, politico e diplomatico statunitense (n. 1831)
- 25 gennaio - Carlo Pavone, patriota italiano (n. 1823)
- 25 gennaio - Alfredo d'Escragnolle Taunay, scrittore e storico brasiliano (n. 1843)
- 26 gennaio - Augustus Hill Garland, politico statunitense (n. 1832)
- 26 gennaio - Adolphe d'Ennery, scrittore, drammaturgo e librettista francese (n. 1811)
- 27 gennaio - Vincenzo Rogadeo, politico e nobile italiano (n. 1834)
- 27 gennaio - Ottaviano Targioni Tozzetti, saggista italiano (n. 1833)
- 28 gennaio - Felicita Bevilacqua, nobildonna, patriota e filantropa italiana (n. 1822)
- 29 gennaio - Salvatore Giovanni Battista Bolognesi, vescovo cattolico italiano (n. 1814)
- 29 gennaio - Aleksej Andreevič Chovanskij, filologo e linguista russo (n. 1814)
- 29 gennaio - Napoleone Nani, pittore italiano (n. 1841)
- 29 gennaio - Giacinto Rossi, vescovo cattolico e teologo italiano (n. 1826)
- 29 gennaio - Alfred Sisley, pittore inglese (n. 1839)
- 30 gennaio - Harry Bates, scultore britannico (n. 1850)
- 31 gennaio - Emma Ivon, attrice teatrale e scrittrice italiana (n. 1851)
- 31 gennaio - Charles Albert Berry, religioso britannico (n. 1852)
- 31 gennaio - Maria Luisa di Borbone-Parma, principessa italiana (n. 1870)

## Febbraio(24)
- 1º febbraio - Giovanni Dossena, avvocato e politico italiano (n. 1814)
- 3 febbraio - Geert Adriaans Boomgaard, militare e supercentenario olandese (n. 1788)
- 3 febbraio - Amalie Joachim, cantante lirica e insegnante tedesca (n. 1839)
- 3 febbraio - Juliusz Kossak, pittore polacco (n. 1824)
- 6 febbraio - Alfredo di Sassonia-Coburgo-Gotha, nobile (n. 1874)
- 6 febbraio - Domenico Capitanio, abate, predicatore e scrittore italiano (n. 1814)
- 6 febbraio - Leo von Caprivi, generale e politico tedesco (n. 1831)
- 7 febbraio - Augusto Benvenuti, scultore italiano (n. 1839)
- 8 febbraio - Ferdinand Wüstenfeld, orientalista tedesco (n. 1808)
- 9 febbraio - Angelo Moro Lin, attore teatrale e drammaturgo italiano (n. 1831)
- 11 febbraio - Napoleone-Carlo Bonaparte, nobile francese (n. 1839)
- 12 febbraio - Adile Sultan, principessa ottomana (n. 1826)
- 13 febbraio - Andreas Syngros, banchiere e filantropo greco (n. 1830)
- 14 febbraio - Sadeq Mohammad Khan IV, principe indiano (n. 1861)
- 16 febbraio - Félix Faure, politico francese (n. 1841)
- 17 febbraio - Carlo Aletti, organaro italiano (n. 1821)
- 18 febbraio - Sophus Lie, matematico norvegese (n. 1842)
- 18 febbraio - Maria Immacolata di Borbone-Due Sicilie, principessa italiana (n. 1844)
- 21 febbraio - Pietro Bastogi, politico italiano (n. 1808)
- 23 febbraio - Gaëtan de Rochebouët, politico e militare francese (n. 1813)
- 24 febbraio - Emil Welti, politico e militare svizzero (n. 1825)
- 25 febbraio - Paul Julius Reuter, imprenditore e giornalista tedesco (n. 1816)
- 26 febbraio - Johann Bernhard von Rechberg und Rothenlöwen, politico tedesco (n. 1806)
- 28 febbraio - György Apponyi, politico e diplomatico ungherese (n. 1808)

## Marzo(34)
- 1º marzo - Philip Watkins McKinney, politico statunitense (n. 1832)
- 4 marzo - Luigi Arcozzi Masino, agronomo e patriota italiano (n. 1819)
- 4 marzo - Giuseppe Filicori, scultore italiano (n. 1818)
- 5 marzo - Johann Otto Boeckeler, botanico e farmacista tedesco (n. 1803)
- 7 marzo - Giuseppe Garzoni, politico italiano (n. 1824)
- 8 marzo - Johann Baptist von Weiß, storico, scrittore e docente tedesco (n. 1820)
- 10 marzo - Luigi Griffini, politico e avvocato italiano (n. 1820)
- 11 marzo - Mór Than, pittore ungherese (n. 1828)
- 12 marzo - Francesco Minà Palumbo, medico, naturalista e illustratore italiano (n. 1814)
- 12 marzo - Julius Vogel, politico e scrittore britannico (n. 1835)
- 13 marzo - Willie Wilde, scrittore e critico letterario irlandese (n. 1852)
- 14 marzo - Heymann Steinthal, filologo e filosofo tedesco (n. 1823)
- 16 marzo - Giorgio Bandini, pittore e restauratore italiano (n. 1830)
- 16 marzo - Edmond Schérer, critico letterario, teologo e politico francese (n. 1815)
- 18 marzo - Izabella Elżbieta Czartoryska, nobildonna e pittrice polacca (n. 1832)
- 18 marzo - Othniel Charles Marsh, paleontologo statunitense (n. 1831)
- 18 marzo - Svetolik Ranković, scrittore serbo (n. 1863)
- 19 marzo - Francesco Gabrielli, pedagogista italiano (n. 1857)
- 19 marzo - Charles Victor Naudin, botanico francese (n. 1815)
- 19 marzo - Giovanni Potenziani, politico italiano (n. 1850)
- 20 marzo - Franz Ritter von Hauer, geologo austriaco (n. 1822)
- 22 marzo - Giuseppe Cencelli, avvocato e politico italiano (n. 1819)
- 24 marzo - Marie Goegg-Pouchoulin, attivista svizzera (n. 1826)
- 24 marzo - Baccio Maineri, scrittore, giornalista e bibliotecario italiano (n. 1831)
- 24 marzo - Francis Harrison Pierpont, politico statunitense (n. 1814)
- 24 marzo - Gustav Heinrich Wiedemann, fisico tedesco (n. 1826)
- 25 marzo - Lazzaro Gagliardo, politico italiano (n. 1835)
- 27 marzo - Enrico Pazzi, scultore e museologo italiano (n. 1818)
- 29 marzo - William Nylander, botanico, micologo e entomologo finlandese (n. 1822)
- 30 marzo - August Gremli, botanico svizzero (n. 1833)
- 30 marzo - Selma Jacobsson, fotografa svedese (n. 1841)
- 31 marzo - William Copeland Borlase, antiquario e politico britannico (n. 1848)
- 31 marzo - Giuseppe Ottonelli, religioso e patriota italiano (n. 1811)
- 31 marzo - George Charles Wallich, medico e biologo britannico (n. 1815)

## Aprile(31)
- 3 aprile - Adolf Guyer-Zeller, imprenditore svizzero (n. 1839)
- 3 aprile - Étienne Pernet, presbitero francese (n. 1824)
- 4 aprile - Ernesto Carlo d'Asburgo-Lorena, nobile (n. 1824)
- 4 aprile - Carlo di Isenburg-Büdingen-Birstein, principe tedesco (n. 1838)
- 6 aprile - Victor Sieg, compositore e organista francese (n. 1837)
- 11 aprile - Lascăr Catargiu, politico rumeno (n. 1823)
- 11 aprile - Monier Monier-Williams, linguista britannico (n. 1819)
- 13 aprile - Auguste Alfred Rubé, pittore, decoratore e scenografo francese (n. 1817)
- 13 aprile - Luigi Francesco Valdrighi, storiografo e musicologo italiano (n. 1827)
- 15 aprile - Agostino Bausa, cardinale e arcivescovo cattolico italiano (n. 1821)
- 15 aprile - Karl Ludwig Kahlbaum, psichiatra tedesco (n. 1828)
- 16 aprile - Federico Lancetti, ebanista e intarsiatore italiano (n. 1814)
- 16 aprile - Frances Anne Vane, nobildonna irlandese (n. 1822)
- 17 aprile - Wilhelm Jordan, scienziato tedesco (n. 1842)
- 19 aprile - Édouard Pailleron, poeta e commediografo francese (n. 1834)
- 19 aprile - Alessandro Paternostro, giurista, politico e prefetto italiano (n. 1852)
- 20 aprile - Charles Friedel, chimico francese (n. 1832)
- 20 aprile - Maria Esperance von Schwartz, scrittrice tedesca (n. 1818)
- 21 aprile - Heinrich Kiepert, geografo e cartografo tedesco (n. 1818)
- 22 aprile - Johann Köler, pittore estone (n. 1826)
- 22 aprile - Robert Warburton, militare (n. 1842)
- 24 aprile - Richard James Oglesby, politico e generale statunitense (n. 1824)
- 26 aprile - Nicola Contieri, abate e arcivescovo cattolico italiano (n. 1827)
- 26 aprile - Karl Sigmund von Hohenwart, politico e nobile austriaco (n. 1824)
- 26 aprile - Dragotin Kette, poeta sloveno (n. 1876)
- 26 aprile - Nicola Marselli, storico e politico italiano (n. 1832)
- 26 aprile - Constantin Possiet, ammiraglio e politico russo (n. 1819)
- 28 aprile - Ignazio Di Sortino Specchi Gaetani, avvocato e politico italiano (n. 1823)
- 29 aprile - Luciano Raveggi, patriota italiano (n. 1837)
- 30 aprile - Leopoldo Marenco, drammaturgo, librettista e latinista italiano (n. 1831)
- 30 aprile - Henry Charles FitzRoy Somerset, VIII duca di Beaufort, politico, ufficiale e nobile inglese (n. 1824)

## Maggio(28)
- 1º maggio - Stepanos Bedros X Azarian (n. 1826)
- 1º maggio - Ludwig Büchner, medico e filosofo tedesco (n. 1824)
- 2 maggio - Antonio Francesco Gonzaga, nobile e militare italiano (n. 1831)
- 5 maggio - Benedetto Ponticelli, patriota e politico italiano (n. 1840)
- 6 maggio - Philipp Krementz, cardinale e arcivescovo cattolico tedesco (n. 1819)
- 7 maggio - Esma Sultan, principessa ottomana (n. 1873)
- 8 maggio - Peter Esseiva, poeta e politico svizzero (n. 1823)
- 8 maggio - Manning Force, generale e avvocato statunitense (n. 1824)
- 8 maggio - Giacomo Naretti, artigiano e architetto italiano (n. 1831)
- 10 maggio - Robert Hans Schmitt, alpinista, esploratore e pittore austriaco (n. 1870)
- 12 maggio - Henry Becque, drammaturgo francese (n. 1837)
- 12 maggio - Roswell P. Flower, politico statunitense (n. 1835)
- 14 maggio - Lars Fredrik Nilson, chimico svedese (n. 1840)
- 16 maggio - Francisque Sarcey, critico teatrale e giornalista francese (n. 1827)
- 18 maggio - Lorenzo Gelati, pittore italiano (n. 1824)
- 18 maggio - Ludwig Strümpell, filosofo e pedagogista tedesco (n. 1812)
- 20 maggio - Carlotta Grisi, ballerina italiana (n. 1819)
- 20 maggio - Frederick William Mackey Holliday, politico statunitense (n. 1828)
- 22 maggio - Carlo Carcano, politico italiano (n. 1823)
- 24 maggio - William Brett, I visconte Esher, avvocato e politico inglese (n. 1815)
- 25 maggio - Rosa Bonheur, pittrice francese (n. 1822)
- 25 maggio - Emilio Castelar, scrittore e politico spagnolo (n. 1832)
- 25 maggio - Harrison Reed, politico statunitense (n. 1813)
- 27 maggio - Serafino Biffi, psichiatra e politico italiano (n. 1822)
- 27 maggio - Heinrich Ritter von Zeissberg, storico austriaco (n. 1839)
- 29 maggio - Claudio Sandonnini, politico italiano (n. 1817)
- 31 maggio - Elisha Baxter, politico e giudice statunitense (n. 1827)
- 31 maggio - Christian Zeller, matematico tedesco (n. 1822)

## Giugno(37)
- 1º giugno - Klaus Groth, scrittore tedesco (n. 1819)
- 2 giugno - Cesare Nani, giurista italiano (n. 1848)
- 2 giugno - John Whitehead, esploratore e naturalista britannico (n. 1860)
- 3 giugno - Auguste Baud-Bovy, pittore svizzero (n. 1848)
- 3 giugno - George MacDonnell, scacchista irlandese (n. 1830)
- 3 giugno - Johann Strauss, compositore e direttore d'orchestra austriaco (n. 1825)
- 4 giugno - Salvino Salvini, scultore italiano (n. 1824)
- 4 giugno - Zinaida Dmitrievna Skobeleva, nobildonna russa (n. 1856)
- 5 giugno - Antonio Luna, generale, farmacista e scienziato filippino (n. 1866)
- 5 giugno - Carl Trägårdh, pittore svedese (n. 1861)
- 6 giugno - Charles Levert, politico francese (n. 1825)
- 7 giugno - Augustin Daly, drammaturgo, regista e produttore teatrale statunitense (n. 1838)
- 8 giugno - Maria del Divin Cuore, religiosa tedesca (n. 1863)
- 10 giugno - Augusto Caroselli, poeta italiano (n. 1833)
- 10 giugno - Ernest Chausson, compositore francese (n. 1855)
- 10 giugno - Carlo Maciachini, architetto italiano (n. 1818)
- 12 giugno - Federico Quercia, filologo, letterato e critico letterario italiano (n. 1824)
- 13 giugno - Peter Ludwig Hertel, compositore tedesco (n. 1817)
- 13 giugno - Francesco Sforza Cesarini, politico, patriota e militare italiano (n. 1840)
- 13 giugno - Lawson Tait, medico britannico (n. 1845)
- 14 giugno - Konrad Knoll, scultore tedesco (n. 1829)
- 15 giugno - Oreste Vaccà, militare italiano (n. 1878)
- 16 giugno - Johann Nepomuk Schnabl, micologo tedesco (n. 1853)
- 16 giugno - Guillaume-Marie-Romain Sourrieu, cardinale e arcivescovo cattolico francese (n. 1825)
- 17 giugno - Eugenio Grandville, militare e marinaio italiano (n. 1841)
- 17 giugno - Rafael Tristany, militare spagnolo (n. 1814)
- 19 giugno - Eugen von Lommel, fisico tedesco (n. 1837)
- 22 giugno - Daniel Jaroslav Bórik, patriota e pastore protestante slovacco (n. 1814)
- 22 giugno - Napoléon Louis de Méneval, militare francese (n. 1813)
- 23 giugno - Secondo Cremonesi, patriota, politico e imprenditore italiano (n. 1822)
- 24 giugno - Kapiolani delle Hawaii, regina (n. 1834)
- 24 giugno - Albert Socin, orientalista svizzero (n. 1844)
- 25 giugno - Franziskus von Paula Schönborn, cardinale e arcivescovo cattolico ceco (n. 1844)
- 28 giugno - Emilio Bufardeci, presbitero, patriota e politico italiano (n. 1816)
- 28 giugno - Georgij Aleksandrovič Romanov, nobile russo (n. 1871)
- 29 giugno - Cornelio Desimoni, storico e numismatico italiano (n. 1813)
- 29 giugno - Daniel Fawcett Tiemann, politico statunitense (n. 1805)

## Luglio(30)
- 1º luglio - Francesco Vespignani, architetto italiano (n. 1842)
- 2 luglio - Agnes Joaquim, botanica armena (n. 1854)
- 3 luglio - Francesco Ghetaldi-Gondola, politico dalmata (n. 1833)
- 5 luglio - Francesco Saverio Arabia, giurista, letterato e patriota italiano (n. 1821)
- 5 luglio - Hippolyte Lucas, entomologo e aracnologo francese (n. 1814)
- 8 luglio - Costantino Ressman, diplomatico, politico e antiquario italiano (n. 1832)
- 9 luglio - Francesco Vizioli, politico italiano (n. 1835)
- 10 luglio - Wilhelmina Bonde, nobildonna svedese (n. 1817)
- 11 luglio - Teodolfo Mertel, avvocato, magistrato e politico italiano (n. 1806)
- 14 luglio - Jean-François Klobb, ufficiale francese (n. 1857)
- 15 luglio - Georgios Averof, imprenditore e filantropo greco (n. 1815)
- 16 luglio - Margaretta Riley, botanica britannica (n. 1804)
- 17 luglio - Henri Bretonnet, ufficiale e esploratore francese (n. 1864)
- 17 luglio - Jan Pieter Six, numismatico e antiquario olandese (n. 1824)
- 18 luglio - Horatio Alger, scrittore statunitense (n. 1832)
- 19 luglio - Settimio Costantini, politico e giornalista italiano (n. 1839)
- 20 luglio - Anton Ausserer, entomologo e aracnologo austriaco (n. 1843)
- 21 luglio - Louis Eysen, pittore e incisore tedesco (n. 1843)
- 21 luglio - Davide Cesare Uziel, patriota italiano (n. 1835)
- 22 luglio - Frank Embree, statunitense (n. 1880)
- 24 luglio - Charles Longueville, pittore e incisore francese (n. 1829)
- 25 luglio - Édouard-Gérard Balbiani, entomologo francese (n. 1823)
- 25 luglio - Alfonso Maria Palanza, botanico italiano (n. 1851)
- 25 luglio - Niklaus Riggenbach, ingegnere svizzero (n. 1817)
- 26 luglio - Ulises Heureaux, politico dominicano (n. 1845)
- 27 luglio - Tassilo von der Lasa, scacchista e diplomatico tedesco (n. 1818)
- 28 luglio - Antonio Guzmán Blanco, politico venezuelano (n. 1829)
- 29 luglio - Abele Mancini, storico e poeta italiano (n. 1846)
- 30 luglio - Adelaide di Schaumburg-Lippe, principessa (n. 1821)
- 31 luglio - Gaetano Scalini, avvocato e politico italiano (n. 1816)

## Agosto(22)
- 3 agosto - Giovanni Battista Villa, scultore italiano (n. 1832)
- 4 agosto - Floriano Pietrocola, pittore e miniatore italiano (n. 1809)
- 5 agosto - Ľudovít Maróthy, scrittore e pastore protestante slovacco (n. 1863)
- 7 agosto - Jacob Maris, pittore olandese (n. 1837)
- 8 agosto - William Y. Atkinson, politico statunitense (n. 1854)
- 8 agosto - Ryōkichi Yatabe, botanico giapponese (n. 1851)
- 9 agosto - Edward Frankland, chimico inglese (n. 1825)
- 10 agosto - Isidoro Verga, cardinale e vescovo cattolico italiano (n. 1832)
- 13 agosto - Karl Heinrich Weizsäcker, teologo e storico tedesco (n. 1822)
- 16 agosto - Robert Wilhelm Bunsen, chimico e fisico tedesco (n. 1811)
- 21 agosto - Filippo Castracane degli Antelminelli, arcivescovo cattolico italiano (n. 1851)
- 21 agosto - Venceslao Spalletti, politico italiano (n. 1837)
- 22 agosto - Louis François Léon Friant, militare francese (n. 1822)
- 23 agosto - Henry de Vilmorin, botanico e agronomo francese (n. 1843)
- 25 agosto - Lucien Quélet, naturalista e micologo francese (n. 1832)
- 26 agosto - Aleksandra Žukovskaja, nobildonna russa (n. 1842)
- 27 agosto - Wendela Hebbe, giornalista e scrittrice svedese (n. 1808)
- 27 agosto - Vittorio Sacchi, magistrato, prefetto e politico italiano (n. 1814)
- 27 agosto - Giovanni Turini, scultore italiano (n. 1841)
- 28 agosto - Guillermo Morphy, educatore, critico musicale e musicologo spagnolo (n. 1836)
- 28 agosto - Giacinto Magliulo, vescovo cattolico italiano (n. 1829)
- 30 agosto - Gaston Tissandier, chimico, aviatore e editore francese (n. 1843)

## Settembre(23)
- 1º settembre - Antonio Cua, matematico italiano (n. 1819)
- 2 settembre - Ernest Renshaw, tennista britannico (n. 1861)
- 3 settembre - Sofronio III di Costantinopoli, arcivescovo ortodosso ottomano (n. 1798)
- 4 settembre - Mary Elizabeth Barber, naturalista, entomologa e botanica britannica (n. 1818)
- 4 settembre - Jovan Ristić, politico e diplomatico serbo (n. 1831)
- 7 settembre - Karolina Světlá, scrittrice ceca (n. 1830)
- 11 settembre - Filippo Palizzi, pittore italiano (n. 1818)
- 12 settembre - Cornelius Vanderbilt II, imprenditore statunitense (n. 1843)
- 13 settembre - Karl Stoerk, medico austro-ungarico (n. 1832)
- 15 settembre - Karl Koberstein, drammaturgo tedesco (n. 1836)
- 16 settembre - Ahmadu dan Tanimoun, sultano nigerino
- 20 settembre - Carl Gustaf Thomson, entomologo svedese (n. 1824)
- 21 settembre - Leopold von Sternberg, generale austriaco (n. 1811)
- 22 settembre - Benedetto Civiletti, scultore italiano (n. 1845)
- 25 settembre - Francisque Bouillier, filosofo francese (n. 1813)
- 25 settembre - Federico Rosazza, politico italiano (n. 1813)
- 25 settembre - Sofia del Liechtenstein, principessa austriaca (n. 1837)
- 26 settembre - Kaspar Stanggassinger, presbitero tedesco (n. 1871)
- 26 settembre - Ōki Takatō, statistico e politico giapponese (n. 1832)
- 27 settembre - Henry Heth, generale statunitense (n. 1825)
- 28 settembre - Theodor Puschmann, medico tedesco (n. 1844)
- 28 settembre - Giovanni Segantini, pittore italiano (n. 1858)
- 29 settembre - Joseph Gobanz, zoologo, geologo e geografo austriaco (n. 1831)

## Ottobre(26)
- 2 ottobre - Percy Pilcher, inventore britannico (n. 1867)
- 3 ottobre - Carlo De Amezaga, militare italiano (n. 1835)
- 4 ottobre - Paul Janet, filosofo e saggista francese (n. 1823)
- 6 ottobre - Andrea Molinari, politico italiano (n. 1816)
- 10 ottobre - Allan James Foley, basso irlandese (n. 1837)
- 10 ottobre - Maria Angela Truszkowska, religiosa polacca (n. 1825)
- 11 ottobre - Hamilton Castner, chimico statunitense (n. 1858)
- 12 ottobre - Oscar Baumann, esploratore, cartografo e etnografo austriaco (n. 1864)
- 12 ottobre - Giuseppe Gabani, pittore e disegnatore italiano (n. 1846)
- 13 ottobre - Albert Allen, calciatore inglese (n. 1867)
- 13 ottobre - Aristide Cavaillé-Coll, organaro francese (n. 1811)
- 14 ottobre - Romualdo Bonfadini, giornalista, politico e magistrato italiano (n. 1831)
- 15 ottobre - Johann Nepomuk Fuchs, compositore e direttore d'orchestra austriaco (n. 1842)
- 15 ottobre - Ferdinand de Béhagle, esploratore francese (n. 1857)
- 16 ottobre - Edward Orton, geologo statunitense (n. 1829)
- 17 ottobre - George Allan, calciatore scozzese (n. 1875)
- 19 ottobre - Francis Guthrie, botanico e matematico sudafricano (n. 1831)
- 20 ottobre - Domenico Perrero, letterato e storico italiano (n. 1820)
- 22 ottobre - Şehzade Mehmed Şevket, principe ottomano (n. 1872)
- 23 ottobre - Giacinto da Belmonte, monaco cristiano, presbitero e scrittore italiano (n. 1839)
- 25 ottobre - Grant Allen, scrittore e naturalista canadese (n. 1848)
- 25 ottobre - Elise Ransonnet-Villez, pittrice e incisore austriaca (n. 1843)
- 27 ottobre - Flora Piccoli Mancini, musicista e poetessa italiana (n. 1854)
- 27 ottobre - Florence Marryat, scrittrice e attrice teatrale inglese (n. 1833)
- 28 ottobre - Ottmar Mergenthaler, inventore e orologiaio tedesco (n. 1854)
- 30 ottobre - Arthur Blomfield, architetto e restauratore britannico (n. 1829)

## Novembre(31)
- 2 novembre - Paul Leopold Haffner, vescovo cattolico tedesco (n. 1829)
- 3 novembre - Frederick Ellis, VII barone Howard de Walden, nobile inglese (n. 1830)
- 3 novembre - Jean François Robinet, medico, storico e giornalista francese (n. 1825)
- 4 novembre - Alphonso Barto, politico statunitense (n. 1834)
- 4 novembre - Stepan Stepanovič Leonov, generale russo (n. 1834)
- 6 novembre - Audishu V Khayyat, patriarca cattolico iracheno (n. 1827)
- 9 novembre - María del Carmen González-Ramos, religiosa spagnola (n. 1834)
- 10 novembre - Giovanni Nepomuceno Glavina, arcivescovo cattolico sloveno (n. 1828)
- 11 novembre - Achille Polti, politico italiano (n. 1825)
- 13 novembre - José Ferraz de Almeida Júnior, pittore brasiliano (n. 1850)
- 13 novembre - Arthur Giry, diplomatista, paleografo e storico francese (n. 1848)
- 14 novembre - Ferdinand Tiemann, chimico tedesco (n. 1848)
- 14 novembre - Zsófia Torma, archeologa, antropologa e paleontologa ungherese (n. 1832)
- 16 novembre - Pier Ambrogio Curti, scrittore, storico e patriota italiano (n. 1819)
- 16 novembre - Vincas Kudirka, poeta lituano (n. 1858)
- 16 novembre - Francesco Tenerelli, politico italiano (n. 1839)
- 18 novembre - William Wardell, architetto australiano (n. 1823)
- 19 novembre - Felix Victor Birch-Hirschfeld, patologo tedesco (n. 1842)
- 20 novembre - Georgina Gascoyne-Cecil, marchesa di Salisbury, nobildonna inglese (n. 1827)
- 21 novembre - Maria di Baden, nobile (n. 1834)
- 21 novembre - Francesco Ceva Grimaldi, politico italiano (n. 1831)
- 21 novembre - Antonio Crico, pittore e patriota italiano (n. 1835)
- 21 novembre - Garret Hobart, politico statunitense (n. 1844)
- 24 novembre - Carlo Del Pezzo, politico italiano (n. 1843)
- 24 novembre - Abd Allah al-Ta'aysh, militare sudanese (n. 1846)
- 25 novembre - Tammar Luxoro, pittore italiano (n. 1825)
- 26 novembre - Szymon Marcin Kozłowski, arcivescovo cattolico polacco (n. 1819)
- 27 novembre - Constant Fornerod, politico svizzero (n. 1819)
- 27 novembre - Guido Gezelle, prete e poeta belga (n. 1830)
- 28 novembre - Virginia Oldoini, agente segreta italiana (n. 1837)
- 29 novembre - Emanuele Ruspoli, nobile, politico e ingegnere italiano (n. 1837)

## Dicembre(43)
- 1º dicembre - Libânia do Carmo Galvão Mexia Telles de Albuquerque, religiosa portoghese (n. 1843)
- 2 dicembre - Gregorio del Pilar, generale filippino (n. 1875)
- 3 dicembre - Georg Ratzinger, presbitero e politico tedesco (n. 1844)
- 4 dicembre - Georg Krukenberg, ginecologo tedesco (n. 1856)
- 5 dicembre - Henry Tate, imprenditore e collezionista d'arte inglese (n. 1819)
- 7 dicembre - Juan Luna, pittore e attivista filippino (n. 1857)
- 8 dicembre - Anthony Clarke Booth, militare britannico (n. 1846)
- 8 dicembre - Max Lange, scacchista e compositore di scacchi tedesco (n. 1832)
- 10 dicembre - Hans Feodor von Milde, baritono austriaco (n. 1821)
- 11 dicembre - Jean-Baptiste Boffinton, politico francese (n. 1817)
- 11 dicembre - Enrico Fano, politico italiano (n. 1834)
- 11 dicembre - Edward Ferrero, generale e coreografo statunitense (n. 1831)
- 11 dicembre - Marietta Piccolomini, soprano italiano (n. 1834)
- 12 dicembre - Salvatore Depau, vescovo cattolico italiano (n. 1831)
- 12 dicembre - Girolamo Rolandi, militare e politico italiano (n. 1827)
- 13 dicembre - Barbara Melzi, religiosa italiana (n. 1825)
- 15 dicembre - Numa Droz, politico svizzero (n. 1844)
- 15 dicembre - Alberto Pasini, pittore italiano (n. 1826)
- 15 dicembre - Josef Thoma, pittore austriaco (n. 1828)
- 18 dicembre - Bonifaciu Florescu, scrittore, critico letterario e traduttore rumeno (n. 1848)
- 21 dicembre - Cesare Dalmazzo, politico italiano
- 21 dicembre - Henri Dupont, violinista, direttore d'orchestra e direttore artistico belga (n. 1838)
- 21 dicembre - Charles Lamoureux, direttore d'orchestra e violinista francese (n. 1834)
- 22 dicembre - Ulisse Barbieri, drammaturgo, scrittore e patriota italiano (n. 1842)
- 22 dicembre - Hugh Grosvenor, I duca di Westminster, nobile e politico inglese (n. 1825)
- 22 dicembre - Dwight L. Moody, editore statunitense (n. 1837)
- 22 dicembre - Giuseppe Tassini, storico italiano (n. 1827)
- 23 dicembre - Dominique Antoine Magaud, pittore francese (n. 1817)
- 23 dicembre - Adolphe Robert, storico e biografo francese (n. 1833)
- 26 dicembre - Biagio Brasini, imprenditore italiano (n. 1817)
- 26 dicembre - Hermann Ramberg, politico austriaco (n. 1820)
- 27 dicembre - Henri Evenepoel, pittore e incisore belga (n. 1872)
- 28 dicembre - Karl Friedrich Rammelsberg, chimico e mineralogista tedesco (n. 1813)
- 29 dicembre - Ferdinando Brusotti, fisico e inventore italiano (n. 1839)
- 29 dicembre - Manfredo Camperio, politico, geografo e patriota italiano (n. 1826)
- 30 dicembre - Salvatore Bongi, storico, bibliografo e archivista italiano (n. 1825)
- 30 dicembre - Heinrich Ehrlich, compositore e pianista tedesco (n. 1822)
- 30 dicembre - Francesco Finocchietti, politico italiano (n. 1815)
- 30 dicembre - James Paget, chirurgo e patologo inglese (n. 1814)
- 30 dicembre - Aleksej Andreevič Tillo, geografo e cartografo russo (n. 1839)
- 31 dicembre - Eugène Bertrand, comico, impresario teatrale e direttore teatrale francese (n. 1834)
- 31 dicembre - Karl Millöcker, compositore e direttore d'orchestra austriaco (n. 1842)
- 31 dicembre - Albert Mooren, oculista tedesco (n. 1828)

## Senza giorno specificato(37)
- Antonio Allegretti, attore teatrale italiano (n. 1840)
- Knut Almlöf, attore teatrale svedese (n. 1829)
- Ludwig Anzengruber, drammaturgo austriaco (n. 1839)
- Sarkis Balyan, architetto ottomano (n. 1835)
- Ludwig Bamberger, politico e banchiere tedesco (n. 1823)
- Giosafatte Baroni, patriota e politico italiano (n. 1827)
- Aleksandr Petrovič Bazilevskij, diplomatico e collezionista d'arte russo (n. 1829)
- Romain Bussine, baritono e compositore francese (n. 1830)
- Giuseppe Candeo, esploratore italiano (n. 1859)
- James Carpenter, astronomo britannico (n. 1840)
- John William Dawson, geologo e naturalista canadese (n. 1820)
- Henri Delaborde, critico d'arte e pittore francese (n. 1811)
- Irina Andreevna Fedosova, cantastorie russa (n. 1831)
- Giovanni Frollo, glottologo italiano (n. 1832)
- Carlo Giorgini, imprenditore e politico italiano (n. 1820)
- Victor Giraud, esploratore francese (n. 1858)
- Cesare Golia, politico italiano (n. 1823)
- Serafino Amabile Guastella, etnologo italiano (n. 1819)
- Spyridon Karaiskakis, generale e politico greco (n. 1825)
- Ante Kovačić, scrittore croato (n. 1854)
- Luigi Krumm, imprenditore e politico italiano (n. 1828)
- Louis Lartet, geologo e paleontologo francese (n. 1840)
- Antonio Lucifero, politico e nobile italiano (n. 1830)
- Sōkon Matsumura, giapponese (n. 1809)
- Ugo Mazzola, economista italiano (n. 1863)
- Carlo Merkel, storico italiano (n. 1862)
- Richard Moon, ingegnere britannico (n. 1814)
- Carlo Italo Panattoni, politico italiano (n. 1839)
- Étienne-Antoine Parrocel, imprenditore, storico dell'arte e pittore francese (n. 1817)
- Giuseppe Pennaroli, tipografo e editore italiano (n. 1840)
- Varvara Aleksandrovna Rudneva, medico russo (n. 1844)
- Luigi Scaffai, pittore italiano (n. 1837)
- Christian Homann Schweigaard, politico norvegese (n. 1838)
- Charles Shelton, calciatore inglese (n. 1864)
- William Simpson, pittore scozzese (n. 1823)
- William Penn Symons, generale britannico (n. 1843)
- Giuseppe Turrini, indologo italiano (n. 1826)